# Materialgemeinkosten
Materialgemeinkosten sind in der Betriebswirtschaftslehre eine Kostenart, die durch den Einsatz von Fertigungsmaterial in der Produktion verursacht wird und einem Kostenträger nur indirekt zugerechnet werden kann. Pendant sind die Materialeinzelkosten.

## Allgemeines
Zum Fertigungsmaterial gehören sämtliche Werkstoffe (Roh-, Betriebs- und Hilfsstoffe) sowie Vorleistungsgüter (Bauteile, Halbfabrikate, Zwischenprodukte), die im Produktionsprozess zum Einsatz kommen. Kostenträger sind die hergestellten Produkte oder Dienstleistungen. Fertigungsmaterial ist zusammenfassend jenes Material, das direkt in das herzustellende Produkt eingeht und zu dessen Hauptbestandteil wird, unabhängig davon, ob es im Produkt noch sichtbar ist oder durch den Verarbeitungsprozess untergegangen ist. Die Materialkosten setzen sich deshalb aus Materialeinzelkosten (Einzelkosten) und Materialgemeinkosten (Gemeinkosten) zusammen.

## Arten
Unterschieden wird generell zwischen Einzelmaterial (Materialeinzelkosten) und Gemeinkostenmaterial (Materialgemeinkosten):
- Einzelmaterial (Einzelkostenmaterial) kann einem Kostenträger direkt als Einzelkosten zugerechnet werden, weil es Bestandteil eines bestimmten Produktes wird. Im Regelfall gehören hierzu die Grundstoffe (etwa Bleche, Holz, Schrauben).[4]
- Gemeinkostenmaterial (Materialgemeinkosten) kann dem Kostenträger als Gemeinkosten nur über einen Verteilungsschlüssel zugerechnet werden, weil es Bestandteil vieler Produkte wird. Im Regelfall gehören hierzu die Betriebsstoffe (etwa Energiekosten) und Hilfsstoffe (Farben, Lacke, Leim).[5]

Das Kostenzurechnungsprinzip kann bei Einzelmaterial vollständig erfüllt werden, bei Gemeinkostenmaterial nur sehr bedingt, weil die Verteilungsschlüssel lediglich annähernd die Wirklichkeit berücksichtigen.

## Bilanzierung
Für die Bilanz besteht gemäß § 255 HGB seit dem Bilanzmodernisierungsgesetz ab Januar 2009 eine Aktivierungspflicht. Deshalb ist seit der Streichung des Aktivierungswahlrechts eine Trennung von Materialeinzel- und Materialgemeinkosten aus handelsrechtlicher Sicht von untergeordneter Bedeutung.

## Wirtschaftliche Aspekte
Materialgemeinkosten sind die in den Materialhauptkostenstellen und Hilfskostenstellen anfallenden Kosten, die in Zusammenhang mit Beschaffung, Qualitätsprüfung, Lagerhaltung und Verteilung entstehen. Zu den Materialgemeinkosten gehören auch alle Abschreibungen, Personalkosten, Versicherungsprämien oder der Zinsaufwand für die Kapitalbindung des Lagerbestands.
Die Materialgemeinkosten gehen aus der jährlichen Kostenstellenplanung hervor. Der Materialgemeinkostenzuschlag als Verteilungsschlüssel wird errechnet aus dem Verhältnis von den Materialgemeinkosten zu dem jährlichen Materialeinsatz. Dieser Zuschlag wird auf die verbrauchten Materialien aufgeschlagen.